# Pinellia yaoluopingensis
Pinellia yaoluopingensis là một loài thực vật có hoa trong họ Ráy (Araceae). Loài này được X.H.Guo & X.L.Liu miêu tả khoa học đầu tiên năm 1986.